# European Association of Private International Law
Die European Association of Private International Law (kurz: EAPIL) ist eine wissenschaftliche Vereinigung, die sich der Förderung und Weiterentwicklung des (europäischen) Internationalen Privatrechts widmet. Sie wurde im Jahr 2019 als Gesellschaft luxemburgischen Rechts (Association sans but lucratif) gegründet und verfügt über mehr als 160 Mitglieder aus 30 Ländern.